# Неореализм (политология)
Неореализм или структурный реализм — течение в теории международных отношений, возникновение которого можно связать с публикацией в 1979 году книги Кеннета Уолтца «Теория международной политики». Уолтц выступает за системный подход: международная структура действует как ограничение на государственное поведение так, что выживают только те государства, чьи результаты находятся в пределах ожидаемого диапазона действий. Эта система похожа на микроэкономическую модель, в которой фирмы устанавливают цены на набор и количество продукции на основе рынка.
Неореализм, развитый в значительной степени в пределах американской политологии, стремится переформулировать идеи политического реализма Э. Х. Карра, Г. Моргентау, и идеи Р. Нибура в строгую и позитивистскую социологию.

## Теория

### Основные положения
Неореализм в лице Уолтца избегает использования частых эссенциалистских понятий типа «человеческая природа», чтобы объяснить мировую политику. Вместо этого, идеологи неореализма развивают теорию, что привилегии структурных ограничений ложатся на агентов стратегии и мотивации — на государства.
Согласно Уолтцу, мир существует в состоянии бессрочной международной анархии (определяемой не как хаос, но как отсутствие иерархии). Кроме того, анархия международного общественного мнения отличается от внутренней. Во внутренней сфере, основные действующие лица могут обратиться (да и вынуждены обращаться) к «верховному судье» — государству или правительству, однако в международной сфере отсутствует подобный легитимный источник верховной власти. Анархия международной политики (то есть нехватка центрального двигателя) вынуждает государства действовать так, чтобы гарантировать свою безопасность прежде всего, поскольку это предпосылка к достижению других целей. Эта движущая сила — первичный фактор, влияющий на их собственное поведение,— в свою очередь гарантирует, что государства начнут развивать наступательные военные способности для иностранного интервенционизма, как средство увеличения их относительной власти. Поскольку государства не могут быть уверены в будущих намерениях других государств, то между ними возникает недоверие. Оно требует от них быть начеку от относительных потерь власти, которые создают угрозу для их выживания. Эту нехватку доверия, основанного на неопределенности, называют «дилеммой безопасности»: увеличение безопасности великой державы неизбежно уменьшает безопасность других держав.
Государства, как считает Уолтц, схожи с точки зрения потребностей, но не в возможностях для их удовлетворения. Место расположения государств в мире определяет их возможности и потенциал. Структурное распределение возможностей ограничивается (равно как и сотрудничество между государствами) из-за опасения относительного успеха, достигнутого другими государствами, а также из-за возникновения вероятности зависеть от этих государств. Стремление каждого государства максимизировать свою власть на мировой арене, приводит к балансу сил, который и формирует международные отношения. Это также дает начало дилемме безопасности, с которой сталкиваются все нации. Есть два пути, которыми государства могут уравновешивать власть: внутреннее балансирование и внешнее балансирование. Внутреннее балансирование происходит потому, что государства взращивают их собственные возможности и потенциал, увеличивая экономический рост и/или увеличивая военные расходы. Внешнее балансирование происходит, поскольку государства вступают в союзы, чтобы противостоять власти более мощных государств или союзов.
Неореалисты утверждают, что есть по существу три возможных системы согласно изменениям в распределении возможностей, определенных числом великих держав в пределах международной системы. Однополярная система содержит только одну великую державу, биполярная система содержит две великих державы, и многополярная система содержит более, чем две великих державы. Некоторые неореалисты заключают, что биполярная система более устойчива (государства менее склонны к борьбе за власть и системным изменениям) чем многополюсная система, потому что балансирование может происходить только через внутреннее балансирование, так как нет никаких дополнительных великих держав (сверхдержав), чтобы сформировать союзы. Поскольку в биполярной системе есть только внутреннее балансирование, а не внешнее, то вероятность просчета и шансы на войну между великими державами уменьшаются.

### Новизна неореализма
Неореализм был ответом Уолтца на «дефициты классического реализма». Хотя термины иногда используются попеременно, неореализм и реализм разделяют много фундаментальных различий. Неореализм утверждает, что теория международных отношений и теория мировой политики — это не одно и то же. Согласно неореализму, международные отношения — это именно межгосударственные отношения, а мировая политика — взаимодействие негосударственных действующих лиц.
Основные положения неореализма:
- Международные отношения рассматриваются как целостная система, функционирующая в соответствии с определёнными законами. Только системный анализ может раскрыть природу международных отношений.
- Неореализм переносит центр объяснения международного поведения на уровень международной системы, структурные свойства которой не зависят от усилий малых и средних государств, а являются результатом взаимодействия между великими державами. Отношения между великими державами и другими государствами не являются однозначно анархическими, так как зависят в основном от воли великих держав. Кроме того, Уолтц выделил три основных принципа структуры международных отношений («структурная триада»). Во-первых, государства прежде всего руководствуются мотивом выживания. Во-вторых, участниками международных отношений остаются только государства, так как другие действующие лица не догнали и не перегнали ведущие державы по наличию полномочий и властных возможностей. В-третьих, государства неоднородны, и отличаются возможностями и потенциалом[6].
- Неореализм стремится найти и вычленить экономические отношения от политических.
- Неореализм отличает стремление к методологической строгости.
- Главные действующие лица — государства и их союзы. Их основные цели — защита национальных интересов, безопасность государства и сохранение статус-кво в международных отношениях. Основные средства достижения этих целей — сила и союзы.
- Движущая сила международных отношений — в жёстком, сдерживающем воздействии структурных ограничений международной системы[7].

Сходства неореализма и политического реализма:
- Как реалисты, так и неореалисты считают, что, так как природа международных отношений не меняется на протяжении тысячелетий, то нет оснований полагать, что они приобретут какой-то иной характер в будущем.
- Обе теории считают, что все попытки изменения международной системы, основанные на либерально-идеалистических основаниях, заранее обречены на провал[8].

## Критика неореализма
Неореалисты пришли к выводу, что, поскольку война есть следствие анархической структуры международной системы, то, вероятно, она продолжится и в будущем. Они утверждают, что упорядоченность принципов международной системы принципиально не изменилась со времен Фукидида с появлением ядерного оружия.
Начиная с появления в 1979 и до конца холодной войны неореализм был доминирующей теорией международных отношений. Его неспособность объяснить внезапный и мирный крах Советского Союза поставила под сомнение утверждение Уолтца, что биполярные системы должны быть более устойчивыми чем многополюсные системы. Уолтц говорил, что стабильность путают с длительностью, что не означает мир, и что биполярная система была действительно более устойчивой в последнем смысле.
Другая главная критика неореализма (и классического реализма вообще) говорит о неспособности объяснить длительный мир великой державы начиная со Второй мировой войны и увеличивающегося сотрудничества государств. Альтернативные объяснения, которые сосредотачиваются на ролях учреждений, норм, и внутренних режимов, продолжили предлагать альтернативу реалистичному подходу, хотя реалистичные теории продолжают иметь главное влияние на текущую работу и теорию.
Другие критики утверждали, что государства не участвуют в балансирующем поведении, как предсказывает неореализм, и вместо этого, часто предпочитают побеждающую сторону на выборах, или сторону с более сильной стороной в международном кризисе. Уолтц отвечает, что его теория объясняет действия средних и великих держав, и что маленькие уязвимые государства действительно часто побеждающая сторона на выборах, в конечном счете их действия не формируют курс международных отношений до существенной степени.

## Известные представители неореализма
| - Б. Бузан - Р. Гилпин - П. Кеннеди | - Джон Миршаймер - С. Уолт - К. Уолтц |